# ریزقورباغه‌ها
ریزقورباغه‌ها (نام علمی: Paedophryne) نام یک سرده از زیرخانواده بته‌قورباغه‌ایان است. آنها کوچک‌ترین مهره‌دارن جهان به شمار می‌روند.